# Filisur
Filisur – miejscowość w gminie Bergün Filisur w Szwajcarii, w kantonie Gryzonia, w regionie Albula.. W 2017 roku liczyła 433 mieszkańców. Do 31 grudnia 2017 samodzielna gmina.